# Rajčići (Novska)
Rajčići su naselje u Republici Hrvatskoj u Sisačko-moslavačkoj županiji, u sastavu grada Novske.

## Zemljopis
Rajčići se nalaze sjeveroistočno od Novske, sjeverno od Rajića te zapadno od državne ceste Lipik - Okučani.

## Stanovništvo
Prema popisu stanovništva iz 2011. godine Rajčići su imali 4 stanovnika.
| broj stanovnika | 480   | 594   | 647   | 526   | 554   | 621   | 580   | 876   | 230   | 269   | 294   | 226   | 148   | 87    | 10    | 4     | 2     |
|                 | 1857. | 1869. | 1880. | 1890. | 1900. | 1910. | 1921. | 1931. | 1948. | 1953. | 1961. | 1971. | 1981. | 1991. | 2001. | 2011. | 2021. |